# Försvarsmaktens operativa reserv
Försvarsmaktens operativa reserv (FMOR) eller bara Operativa reserv (OR) tidigare känd som Försvarsmaktens strategiska reserv eller bara Strategiska reserven, samt ursprungligen Insats Armén, är ett strategiskt reservförband bestående av ett kompani om cirka 150 soldater, och roteras var 12 månad eller 24 månad mellan de svenska krigsförbanden.

## Bakgrund
Den strategiska reserven är svenska Försvarsmaktens militära snabbinsatsstyrka, vilken hålls i beredskap på samma sätt som Europeiska unionens stridsgrupper hålls i beredskap av den Europeiska unionens medlemsstater. Den strategiska reserven har i regel 10 dagars beredskap och kan användas i Sverige eller utomlands, bland annat har styrkan använts för förstärkning vid olika insatsområden, till exempel vid Svenska Kontingenten i Afghanistan.

## Historik
Konceptet med så kallad strategisk reserv har funnits i olika tidigare tappningar inom Försvarsmakten, då Gotlands regemente (P 18) satte upp och utbildade det första insatskompaniet, IA 01, vilket stod för Insats Armén. Från IA 03 omfattade styrkan en bataljon med bataljonsstab, tre mekaniserade skyttekompanier, ett stabs/granatkastarkompani och ett trosskompani. IA 01 sattes in under en tid som förstärkning i Kosovo.
År 2006 avdelades ett kompani, motsvarande ett skyttekompani, för att stå i operativ reserv som omedelbart gripbart förband. Syfte och grundtanken med att skapa en reserv, var att ha omedelbar tillgång till ett insatsförberett förband, som vid behov kan förstärka redan pågående insatser internationellt, samt stödja samhället vid svåra påfrestningar inom ramen för Försvarsmaktens huvuduppgifter.
År 2009 togs själva begreppet Strategiska reserven i bruk  av Försvarsmakten, som ett nationellt koncept i jämförelse mot Nordic battlegroup. Till en början ansvarade Livregementets husarer (K 3) för förbandets beredskap. 2010 tog Södra skånska regementet (P 7) över förbandet för att hålla det under beredskap under 24 månader. Den 13 september 2012 genomfördes en avtackningsceremoni vid Granhammars slott i Kungsängen för 711. kompaniet vid Södra skånska regementet för upprätthållandet av beredskapen. Från den 1 oktober 2012 övertog Norrbottens regemente officiellt ansvaret över Strategiska reserven. Vilka stod i beredskap fram till februari 2013. Styrkan kom att sättas in i Afghanistan i november 2012, i syfte att understödja roteringen från FS23 till FS24. Den 26 februari 2013 genomfördes en medaljceremoni i Arvidsjaur för personalen ur första omgången. Från och med den 1 januari 2014 ombenämndes styrkan till Försvarsmaktens operativa reserv. Amfibieregementet med 204. amfibieskyttekompaniet, som stått i beredskap, avlöstes av 72. skyttekompaniet ur Livgardets 7. bataljon. Den 1 januari 2016 övertogs beredskapen av Wilska kompani, ett mekaniserat skyttekompani, ingående i 42. mekaniserade bataljonen vid Skaraborgs regemente. Måndag den 5 september 2016 inledde Försvarsmaktens operativa reserv, tillsammans med delar av Andra amfibiebataljonen och Luftvärnsregementet, en beredskapskontroll på Gotland. Beredskapskontrollen var planerad att pågå i en vecka. Klockan 07.00 den 14 september 2016 meddelade Försvarsmakten att man beslutat att gruppera förband permanent på Gotland. Vilket medförde att Försvarsmakten lät den operativa reserv kvarstå på Gotland, i väntan på att 18. stridsgruppen skulle etableras på Gotland mitten av 2017. Wilska kompani som står för OR 16, skulle från början stått i beredskap till den 31 december 2016, men kom kvarstod fram till årsskiftet 2017/2018 i beredskap. I början av 2018 övertogs beredskapen av 1931. skvadronen ur Arméns jägarbataljon (AJB). Vilket förband som utgör Försvarsmaktens operativa reserv från 2019 är ej officiellt eller en publik uppgift.

## Verksamma förband
| Förbandskod | Beredskapsperiod                 | Utbildningsförband                                                   | Bataljon/kompanichef   |   |
| ----------- | -------------------------------- | -------------------------------------------------------------------- | ---------------------- | - |
| IA 01       | 2000–2001                        | Gotlands regemente                                                   | Övlt Clas Nilsson      |   |
| IA 02       | 2001–2002                        | Gotlands regemente                                                   | Övlt Clas Nilsson      |   |
| IA 03       | 2002–2003                        | Södermanlands regemente, Skaraborgs regemente, Norrbottens regemente | Övlt Michael Andersson |   |
| IA 04       | 2003–2004                        | Aldrig uppsatt?                                                      |                        |   |
| IA 05       | 2004–2005                        | Södermanlands regemente                                              |                        |   |
| IA 06       | 2006–2007                        | Södra skånska regementet                                             | Mj Fredrik Hedvall     |   |
| IA 07       | 1 jan 2008–30 nov 2008           | Skaraborgs regemente                                                 | Mj Jan-Erik Olsson     |   |
| IA 08       | 2008–2009                        |                                                                      |                        |   |
| IA 09       | 1 april 2009–30 september 2010   | 313. skvadronen, Livregementets husarer                              |                        |   |
| IA 10       | 1 oktober 2010–30 september 2012 | Södra skånska regementet                                             | Major André Saedén     |   |
| IA 11       | 1 oktober 2012–februari 2013     | Norrbottens regemente                                                |                        |   |
| IA 12       | februari 2013–31 december 2013   | Amfibieregementet                                                    |                        |   |
| IA 13       | –                                | –                                                                    |                        |   |
| OR 14       | 1 januari 2014–31 december 2014  | 204. amfibieskyttekompaniet, Amfibieregementet                       | Major Patrik Berge     |   |
| OR 15       | 1 januari 2015–31 december 2015  | 72. skyttekompaniet, Livgardet                                       | Major Andreas Lunde    |   |
| OR 16       | 1 januari 2016–31 december 2016  | Wilska kompani, Skaraborgs regemente                                 | Major Fredrik Månsson  |   |
| OR 17       | 1 januari 2017–31 december 2017  | Wilska kompani, Skaraborgs regemente                                 | Major Fredrik Månsson  |   |
| OR 18       | 1 januari 2018–31 december 2018  | 1931. skvadron, Arméns jägarbataljon                                 | ?                      |   |
| OR 19       | 1 januari 2019–31 december 2019  | Norrbottens regemente                                                |                        |   |
| OR 20       | 1 januari 2020–31 december 2021  | Södra skånska regementet och 71. Motoriserade bataljon               | ?                      | ? |
| OR 21       | 1 januari 2022–31 december 2022  | Norrbottens regemente                                                |                        |   |